# Marcos Teixeira de Mendonça
Marcos Teixeira de Mendonça (Lamego, 1578 - Salvador, 8 de outubro de 1624) foi um bispo português, o quinto bispo de São Salvador da Bahia de Todos os Santos, além de líder da resistência contra a invasão holandesa de Salvador.

## Biografia
Era de família nobre e clérigo do hábito de São Pedro. Doutorou-se em Teologia pela Universidade de Coimbra. Em 1592, foi Deputado do Santo Ofício. De 1608 a 1611, ensinou na Universidade de Coimbra. Entre 1611 e 1617, foi cônego doutoral da Sé de Évora. e depois, tornou-se inquisidor-mor daquela cidade
Em 25 de outubro de 1621, foi nomeado bispo de São Salvador da Bahia de Todos os Santos, tendo seu nome confirmado pela Santa Sé em 1622 e viajaria para Salvador por força de carta régia de 19 de março de 1622. Chegando à nova diocese, foi feito também inquisidor.

## Resistência aos neerlandeses
Em 1624, Salvador fora invadida pelas tropas de Jacob Willekens em nome da Companhia Holandesa das Índias Ocidentais. Foi escolhido num ínterim popular que o capitão-mór seria o bispo, que aceitou o cargo "para o bem da igreja e o serviço da pátria".
Em um de seus primeiros atos, enviou um grupo de varões para tentar a libertação de Mendonça, que estava em um dos navios do inimigo.
O então governador-geral, Dom Diogo de Mendonça Furtado, decide por ficar e lutar contra os holandeses., mesmo com estes em número superior. Já o bispo entende que seria melhor organizar a resistência fora da cidade, antes que fosse totalmente tomada e retira-se para o Arraial do Rio Vermelho, na região conhecida como Rio Vermelho
Confiou o comando a Lourenço Cavalcanti e Antônio Cardoso de Barros. Organizou vários batalhões, e enquanto os soldados lutavam fisicamente, ele se prestava com orações.

## Morte
Depois de quatro meses em suas atividades para defender a Bahia das invasões, morreu, e encarregou Francisco de Moura Rolim, auxiliado por Manuel de Sousa de Sá e Feliciano Coelho de organizar a resistência.